# ماركو بيتكوفيتش
ماركو بيتكوفيتش (بالصربية: Марко Петковић) هو لاعب كرة قدم صربي في مركز الظهير الأيمن ولد في يوم 3 سبتمبر 1992 في بلدة سرميشكا ميتروفيتشا في يوغوسلافيا، يلعب حالياً مع نادي سبارتاك موسكو وسبق له اللعب مع نادي أو إف كيه بيوغراد وريد ستار بلغراد، في سنة 2015 بدأ باللعب مع منتخب صربيا لكرة القدم.

## وصلات خارجية
- ماركو بيتكوفيتش على موقع الاتحاد الدولي (مؤرشف)  (الإنجليزية)
- ماركو بيتكوفيتش على موقع الاتحاد الأوربي (الإنجليزية)
- ماركو بيتكوفيتش على موقع قاعدة بيانات كرة القدم.إي يو (الإنجليزية)
- ماركو بيتكوفيتش على موقع ناشيونال فوتبول تيمز (الإنجليزية)
- ماركو بيتكوفيتش على موقع Soccerway.com (الإنجليزية)
- ماركو بيتكوفيتش على موقع عالم كرة القدم.نت (الإنجليزية)
- ماركو بيتكوفيتش على موقع AS.com (الإسبانية)